# Cmentarz w Gorzkiewkach
Cmentarz w Gorzkiewkach – nieistniejący obecnie cmentarz wojskowy w dawnej wsi Gorzkiewki, obecnym osiedlu warszawskiej dzielnicy Włochy. 

## Opis
Cmentarz znajdował się pomiędzy zabudowaniami wsi Gorzkiewki a fortem Zbarż, na północ od obecnej ulicy Narkiewicza i na zachód od ulicy Wirażowej. Nie wiadomo kiedy powstał, ani kto był na nim chowany. Nie wiadomo również, kiedy został formalnie zlikwidowany, choć likwidacja mogła mieć związek z powstającym w pobliżu lotniskiem na Okęciu i budową linii radomskiej. Obecnie w jego miejscu znajdują się nieużytki.